# Franz Lang (Landrat)
Franz Lang (* 31. Oktober 1916; † 12. Dezember 2017) war ein deutscher Politiker.
Lang war bei der Deutsche Bundesbahn tätig. Er trat 1946 in die SPD ein und wurde stellvertretender Landrat des Landkreises Riedenburg. 1952 wurde er dann zum Landrat des Landkreises gewählt. 1953 wurde er Sodale der Marianische Männer-Congregation Regensburg. 1954 kandidierte er für den bayerischen Landtag. 1958 gab er sein SPD-Parteibuch ab und ließ sich von der CSU nominieren. 1964 gründete er als Landrat die Johann-Simon-Mayr-Realschule in Riedenburg. Nach der Gebietsreform in Bayern wurde der Landkreis aufgelöst und Lang ging in Ruhestand. Von 1972 bis 1984 war er Mitglied des Kreistages des Landkreises Kelheim. Er war Mitglied der Freien Wähler Riedenburg.
Am 3. November 1939 lernte er als Wehrmachtssoldat in Klotten an der Mosel seine Frau Anni kennen, 1943 heirateten sie in München.
Er war Ehrenbürger von Riedenburg (14. Juni 1976) und von Klotten an der Mosel, dem Heimatort seiner Frau. Er war seit 1973 Träger des Verdienstorden der Bundesrepublik Deutschland 1. Klasse und seit 1996 Träger des Ehrenringes des Landkreises Kelheim in Gold.